# Eoarctos
Eoarctos — вимерлий рід арктоїдних хижих, відомий з пізнього еоцену до раннього олігоцену в Північній Дакоті та Небрасці. Він відомий за кількома останками, найпомітнішим з яких є майже ідеально збережений скелет великого самця. Він був подібний за статурою та розміром до малого ракуна, з приблизною масою тіла 4,3 кг і мав різноманітні особливості, які вказують на поєднання наземного та деревного пересування. Його найбільш помітною особливістю є його унікальний зубний ряд із масивними премолярами та гіпохижими молярами, а також міцною нижньою щелепою, що вказує на те, що він споживав здобич із твердим панциром, і, ймовірно, робить його найстарішим із відомих молюскоїдних хижих.
Назва роду є поєднанням Еос — грецька богиня світанку, і arctos — «ведмідь», тоді як назва виду vorax латиною означає «ненажера».